# Koninkrijk Laos
Het koninkrijk Laos was een soevereine staat van 1953 tot december 1975, toen de communisten de regering omver wierpen en de Democratische Volksrepubliek Laos uitriepen. In 1949 kreeg Laos zelfbestuur binnen de federatie van Frans-Indochina en in 1953 werd Laos onafhankelijk.

## Geschiedenis
Sisavang Vong werd de eerste koning van Laos en zijn zoon Souvanna Phouma werd eerste minister. Luang Prabang was de eerste hoofdstad van het land. Begin jaren 60 kreeg het land militaire steun van de Verenigde Staten omdat deze bang waren dat er zich een communistisch regime zou vestigen in het land. In 1975 werd koning Savang Vatthana afgezet en werd Laos een republiek.